# Departamento de Bomberos de Houston

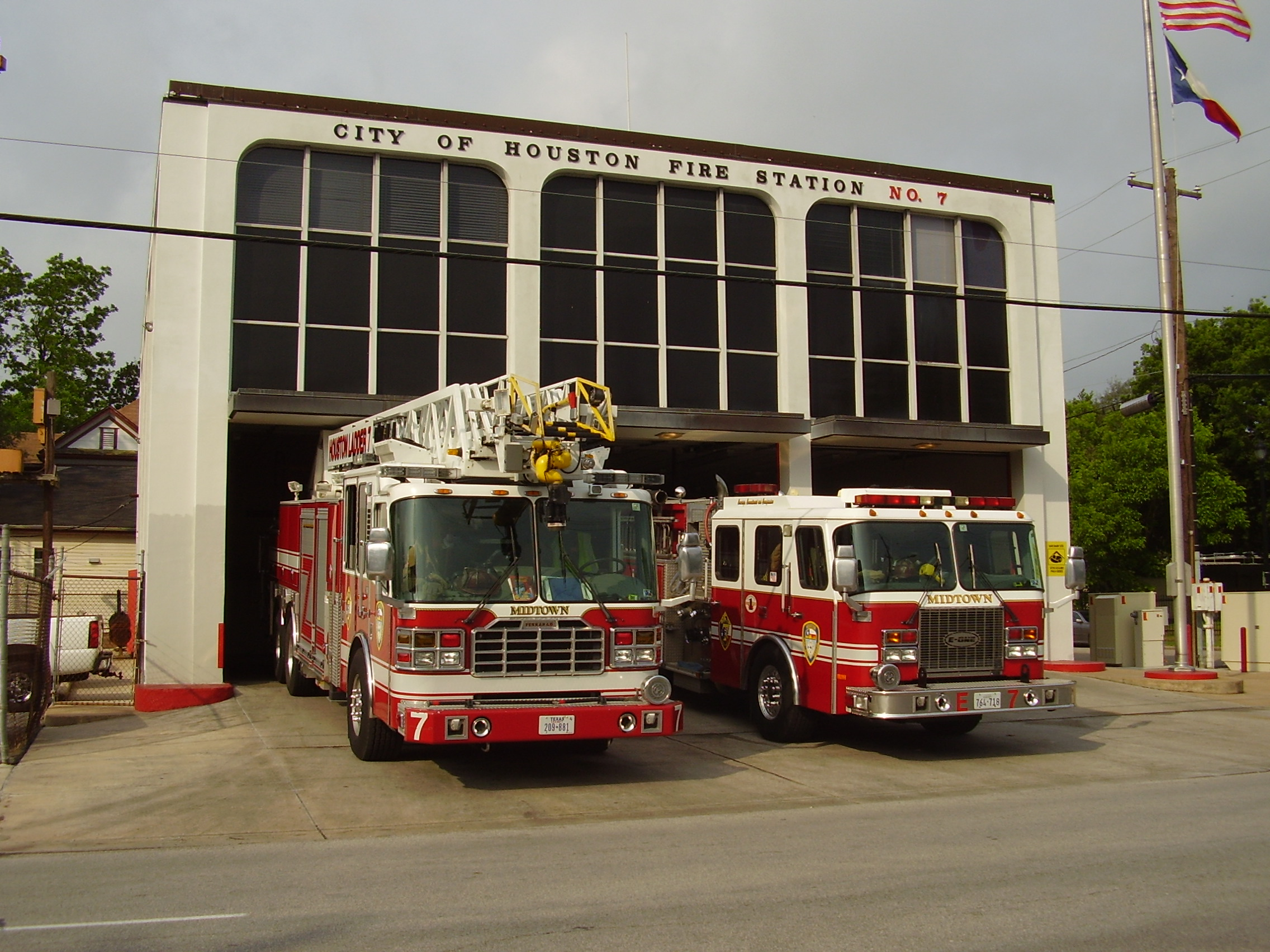
Estación 7 Midtown del Departamento de Bomberos de Houston

El Departamento de Bomberos de Houston (Houston Fire Department, HFD) es el Cuerpo de bomberos de la Ciudad de Houston, en Texas, Estados Unidos. Tiene su sede administrativo en el séptimo piso en el edificio Continental Center II (600 Jefferson) en el Cullen Center en Downtown Houston. Tenía su sede en el City of Houston Fire Department Logistical Center & Maintenance Depot ("Centro Logístico y Depósito de Mantenimiento del Departamento de Bomberos de la Ciudad de Houston").Thomas Muñoz es el jefe del departamento.
En 1838 la ciudad abrió el Departamento de Bomberos Voluntarios, que tenía una estación, Compañía de Protección Núm. 1. Tenía tres estaciones en 1858. En 1895 la ciudad comenzó a remunerar a sus bomberos municipales.

## Incidentes notables

### Southwest Inn Fire
El 31 de mayo de 2013, el incendio de Southwest Inn estalló en un restaurante indio en el suroeste de Houston antes de extenderse a un hotel contiguo. El incendio reclamó la mayor pérdida de víctimas para el Departamento de Bomberos de Houston desde su inicio. Cuatro bomberos murieron y otros 13 resultaron heridos mientras combatían el incendio de cinco alarmas en el Southwest Inn. El "Iron" Bill Dowling, que perdió las piernas y se dañó el cerebro en el incendio, murió en Colorado el 7 de marzo de 2017, luego de una breve hospitalización por neumonía y celulitis, atribuido a sus heridas.

### 2016 Fuego en Houston
Después de la propagación de un incendio en el patio trasero en Spring Branch, Houston, Texas, un almacén de envases se incendió durante un incendio de cuatro alarmas que incluyó la explosión de botes de material peligroso. Cerca de 200 bomberos fueron enviados al sitio durante varias horas. A partir de mayo de 2016, la causa inicial del incendio sigue siendo desconocida.

### Crisis de opioides delsigloXXI
La crisis de los opioides en los Estados Unidos afectó a la FD de Houston. En 2017, el departamento recibió 189 llamadas de emergencia por sobredosis de heroína / opioide; para 2018, las llamadas aumentaron a 602. Hubo 800 llamadas en 2019, el 25% de ellas fueron fatales. Todos los socorristas del departamento llevan el aerosol nasal Narcan (Nalaxone), después de que la ciudad recibió una subvención de $ 2 millones en 2019 para equipar todos los vehículos del departamento con Narcan y capacitar a los primeros respondedores del departamento para reconocer los síntomas de sobredosis y administrar el aerosol. Además, la Escuela de Medicina McGovern de Houston y la Escuela de Informática Biomédica en el Centro de Ciencias de la Salud de la Universidad de Texas desarrollaron el Sistema de Involucramiento de Opioides de Emergencia de Houston (HEROES) para involucrar a equipos de primeros respondedores y entrenadores para contactar a las víctimas de sobredosis de opioides que han sido revividas por Narcan y informarles de la asistencia social y de salud disponible para ellos.